# José van Dam

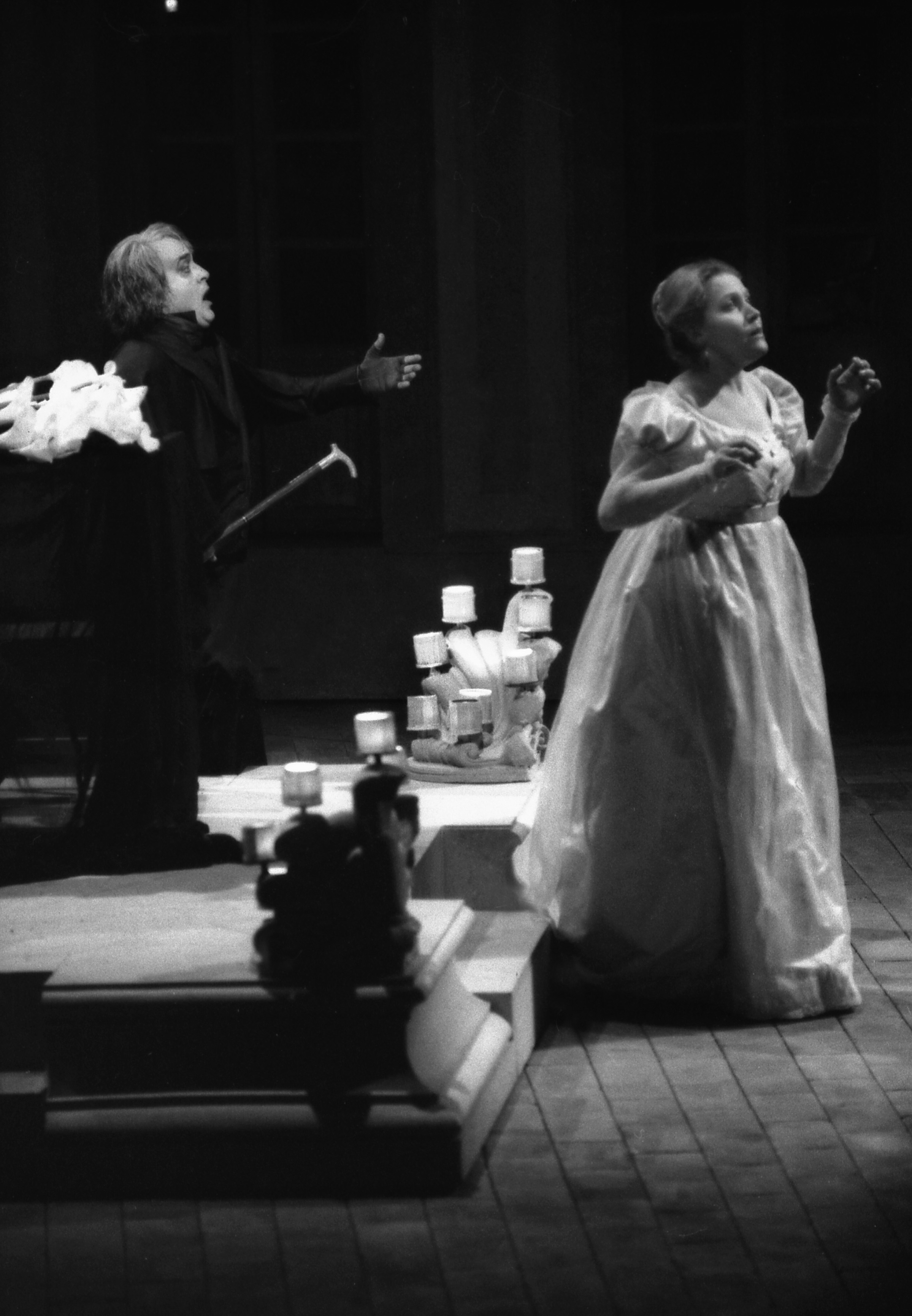
José van Dam in „Hoffmanns Erzählungen“

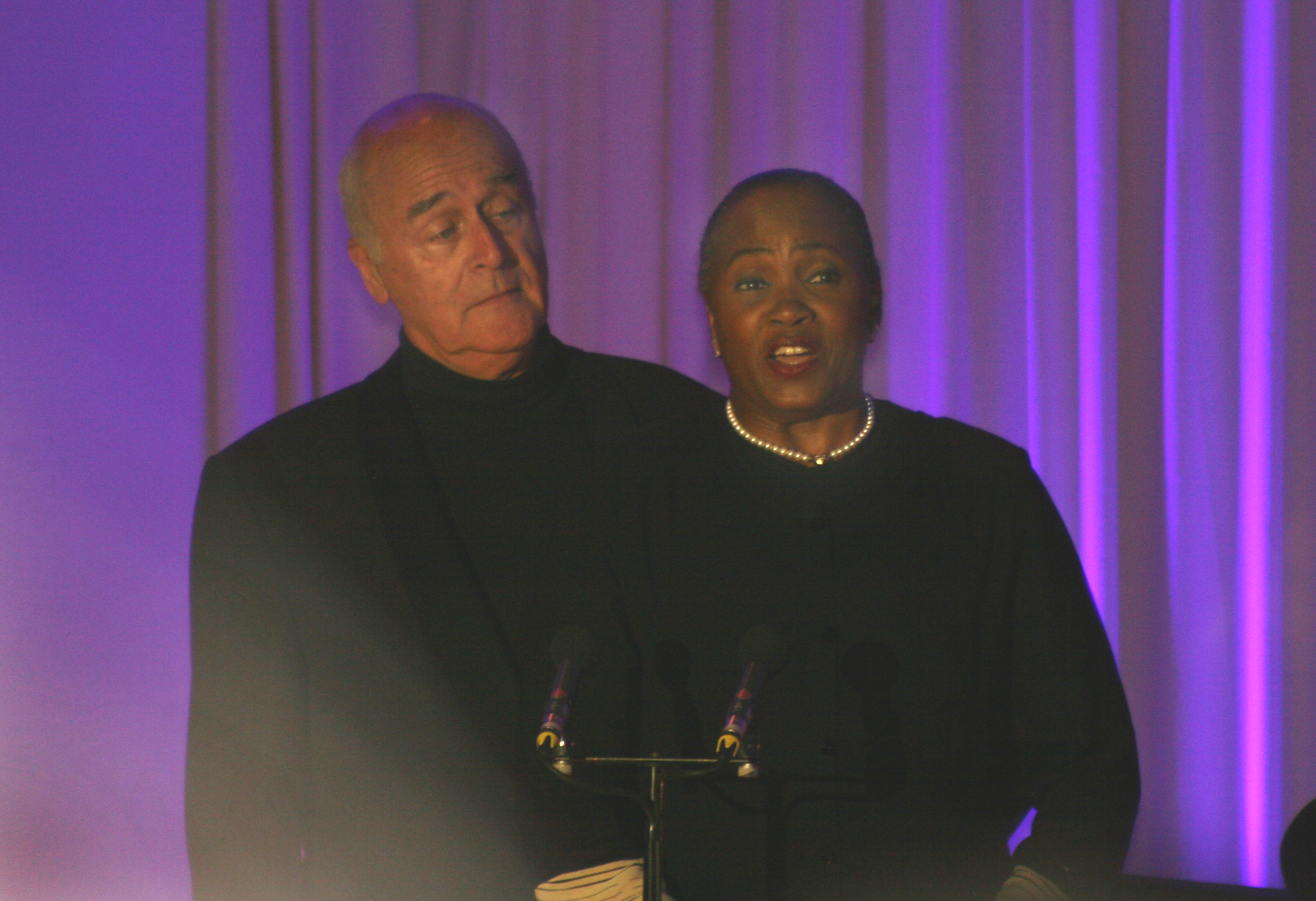
José van Dam und Barbara Hendricks, Brüssel 2006

Joseph van Damme (* 25. August 1940 in Brüssel) ist ein belgischer Opern- und Konzertsänger (Bassbariton).

## Leben
José van Dam studierte am Königlichen Konservatorium Brüssel und debütierte 1961 an der Pariser Oper, in deren Ensemble er bis 1965 Mitglied blieb. 1965–1967 war er in Genf, in dem Jahrzehnt darauf in West-Berlin, Köln und Mannheim, seit Anfang der 1990er Jahre gibt er hauptsächlich Gastspiele oder singt in seiner Heimatstadt am Théâtre de la Monnaie.
José van Dam war einer der Lieblingssänger Herberts von Karajan im letzten Lebensjahrzehnt des Dirigenten. Dieser nahm mit ihm unter anderem den Fliegenden Holländer, Ein deutsches Requiem, die Messa da Requiem, Il trovatore, Parsifal, Salome und Pelléas et Mélisande auf – die Rolle des Golaud ist seit über einem Vierteljahrhundert eine der Paraderollen des Sängers. Auch als Hans Sachs (Die Meistersinger von Nürnberg) genießt van Dam weltweites Ansehen, spätestens seit der berühmten Aufnahme unter der Leitung von Georg Solti (1995). 
Eine weitere Glanzpartie ist jene des Leporello aus Don Giovanni, die er auch in der Verfilmung von Joseph Losey verkörperte. Auch der Elias aus Mendelssohns gleichnamigen Oratorium gehört zum Repertoire des belgischen Bass-Baritons, ebenso wie die Titelrolle in Puccinis Oper Gianni Schicchi. Auch sang er 1983 die Titelrolle von Olivier Messiaens Saint François d’Assise bei der Uraufführung an der Pariser Oper und bei mehreren weiteren Produktionen dieses Werks u. a. bei den Salzburger Festspielen und bei der RuhrTriennale in Bochum.
1988 spielte José van Dam in dem Film Maestro die Rolle des Opern-Stars Dallayrac. Der Film war das Regiedebüt von Gérard Corbiau (auch Regie bei Farinelli) und erhielt 1988 eine Oscar-Nominierung.
José van Dam besitzt eine warme, wohltönende, sehr voluminöse und biegsame Stimme. Er beherrscht akzentfrei sowohl Französisch als auch Deutsch und Italienisch. Seine Diskografie ist entsprechend umfangreich.
1973 wurde van Dam mit dem Deutschen Kritikerpreis ausgezeichnet. Der belgische König verlieh ihm 1998 den Ehrentitel eines Barons. 
Am 8. Mai 2010 verabschiedete sich van Dam im Théâtre de la Monnaie von der Opernbühne, in einer Rolle von Jules Massenets Don Quichotte unter der Leitung von Marc Minkowski.

## Auszeichnungen
- International Opera Award 2024 für das Lebenswerk[2]